# Kopaliny (kopalnia uranu)

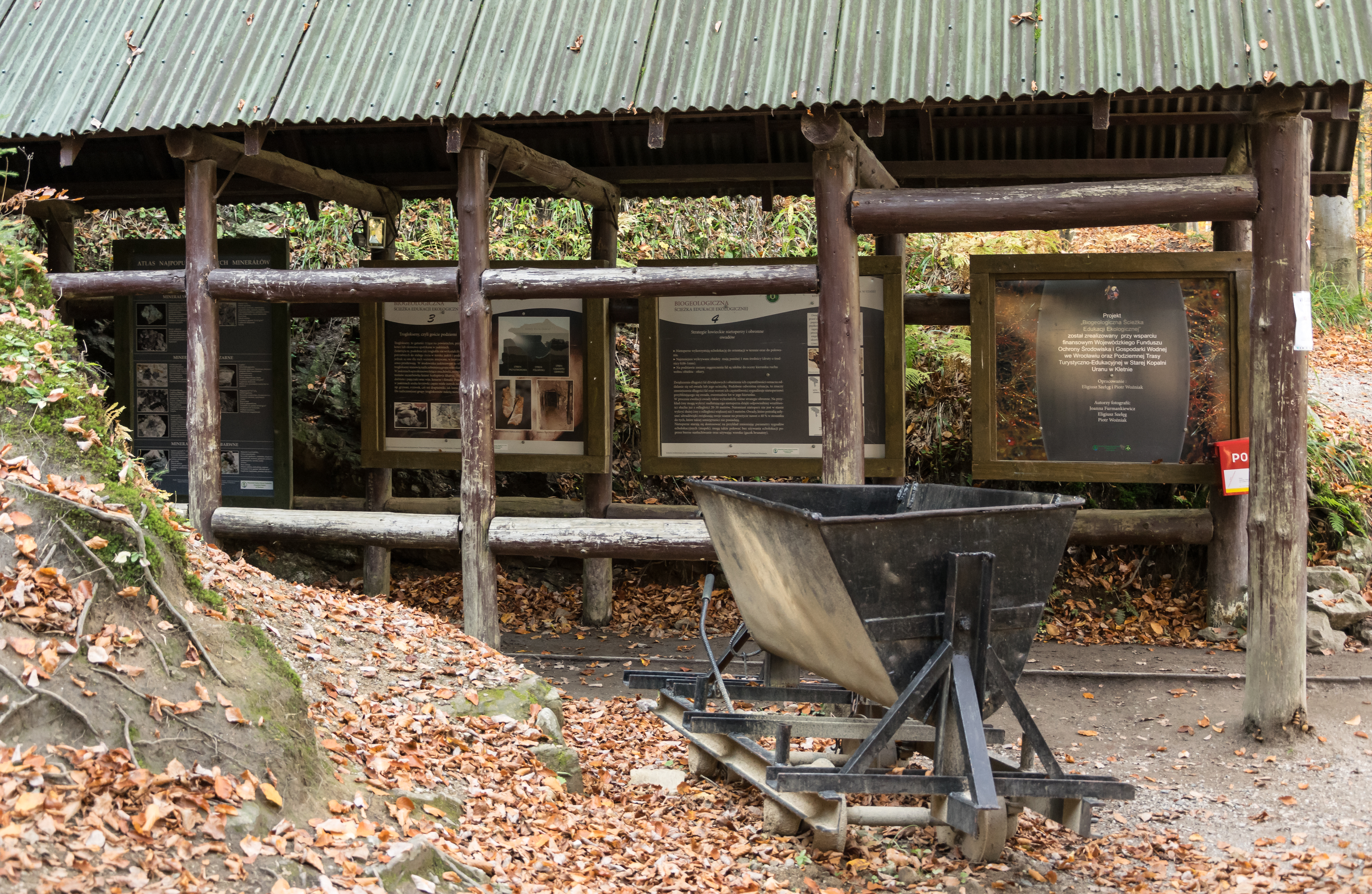
Wejście do zagospodarowanej turystycznie Sztolni Fluorytowej w dawnej kopalni uranu w Kletnie

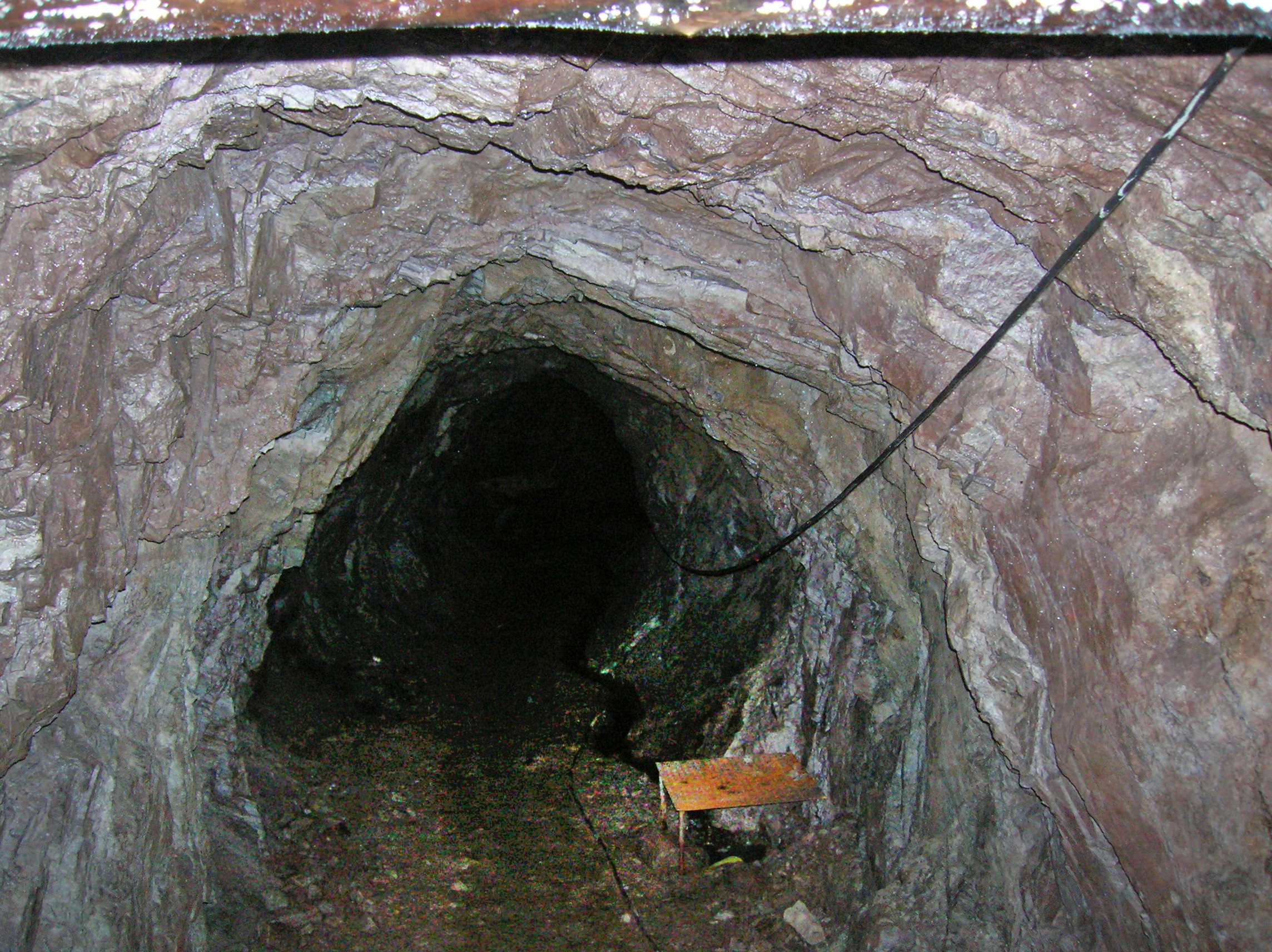
Wyrobisko kopalni w Kletnie w 2012 roku

Kopaliny – kryptonim tajnej radzieckiej kopalni uranu działającej w Polsce w latach 50. XX wieku w pobliżu wsi Kletno w województwie dolnośląskim, gmina Stronie Śląskie.

## Historia odkrycia uranu
Tereny w okolicy Kletna już od średniowiecza były penetrowane w poszukiwaniu rud. Wydobywano tu m.in. surowce do wytopu żelaza, srebra i miedzi. W 1948 r. na mocy umowy między rządem PRL i Związku Socjalistycznych Republik Radzieckich rozpoczęto poszukiwania rud uranu na terenie całego kraju. Miały być one prowadzone i finansowane przez ZSRR. Po wstępnych badaniach obiecujący okazał się tylko rejon Sudetów. W Kowarach pod Jelenią Górą powstało Предприятие Кузнецкие Рудники, czyli „Przedsiębiorstwo Kowarskie Kopalnie”, przekształcone później w „Zakłady Przemysłowe R-1”.
W jednej ze starych sztolni w Kletnie zwanej „Sankt Paul” inż. W. J. Kamysznikow z radzieckich służb geologicznych odkrył 15 lipca 1948 okruszcowanie uranowe. W tym samym roku ruszyły w Kletnie prace eksploatacyjne – najpierw z hałd, później z drążonych chodników.

## Eksploatacja złoża
Eksploatacją zajęły się wspomniane wyżej Zakłady Przemysłowe R-1. Prace górnicze prowadzono na dość znaczną skalę. Po odbudowaniu starych sztolni, sięgnięto dalej i głębiej. W sumie w ciągu kilku lat osiągnięto łączną długość 37 km wyrobisk na 9-10 poziomach, przy czym różnica głębokości między skrajnymi wynosiła 300 m. Złoże rozpoznawano za pomocą licznych wierceń. Z powierzchni wykonano 42 otwory o łącznej długości ok. 11 km, zaś pod ziemią kolejne 10 km. Prace poszukiwawcze prowadzono również w pobliskim Marcinkowie i Janowej Górze oraz na stoku góry Krzyżnik, jednak tamtejsze złoża uznano za nieprzydatne.
Ilość urobku wydobytego w całym okresie działalności kopalni w Kletnie szacuje się na około 228 tys. m³. Pozyskano z tego ok. 20 ton uranu (w przeliczeniu na czysty metal), co stanowi ok. 5% całego radzieckiego wydobycia uranu w polskich Sudetach. Przy wydobyciu pracowali głównie polscy robotnicy przymusowi – więźniowie z obozów pracy, żołnierze z poboru oraz nieliczni dobrze opłacani górnicy. Warunki były bardzo ciężkie. Nie zachowywano elementarnych środków ostrożności. Nikt nie prowadził statystyk chorób i wypadków, ale przypuszcza się, że było ich wiele. Ze względu na brak podstawowego sprzętu ochronnego (maski przeciwpyłowe) wiele osób zachorowało na pylicę. Urobek wywożono konwojami pod silną eskortą wojska – w całości trafiał do przerobu w ZSRR. W tym czasie cała okolica była niedostępna dla osób z zewnątrz, na drogach ustawiono posterunki kontrolne ze szlabanami, a teren w sąsiedztwie sztolni był patrolowany przez wojsko.
| Miejsce występowania mineralizacji | Okres prowadzenia prac górniczych | Suma długości | Suma długości | Liczba  | Liczba | Urobiona ilość masy górniczej w m³ | Wydobycie uranu w kg |
| Miejsce występowania mineralizacji | Okres prowadzenia prac górniczych | wyrobisk      | wierceń       | sztolni | szybów | Urobiona ilość masy górniczej w m³ | Wydobycie uranu w kg |
| ---------------------------------- | --------------------------------- | ------------- | ------------- | ------- | ------ | ---------------------------------- | -------------------- |
| Kletno                             | 1948-1953                         | 37 068        | 20 779        | 27      | 3      | 228 071                            | 20 071,7             |
| Janowa Góra                        | 1948-1950                         | 7 034         | 495           | 2       | 1      | –                                  | –                    |
| Młyńsko                            | 1950-1951                         | 132           | –             | 1       | –      | –                                  | –                    |
| Marcinków                          | 1949-1950                         | 1 451         | –             | 5       | –      | –                                  | –                    |
| Potoczek                           | 1950-1951                         | 1 724         | –             | 1       | –      | –                                  | 40,7                 |

Na potrzeby kopalni wybudowano w pobliskim Stroniu Śląskim (wówczas wsi) spore osiedle mieszkaniowe Morawka. Po pięciu latach kopalnia zaprzestała swojej działalności – rudy było coraz mniej, a koszty wydobycia rosły. W październiku 1953 odstrzelono ostatnie wejścia do podziemnych korytarzy. Do 1958 r. w niektórych podziemnych wyrobiskach eksploatowano jeszcze fluoryt.
W maju 2007 roku australijska firma Wildhorse Energy rozpoczęła starania o otrzymanie pozwolenia na prace związane z poszukiwaniem i wydobyciem uranu w Sudetach.

## Współczesna podziemna trasa turystyczna

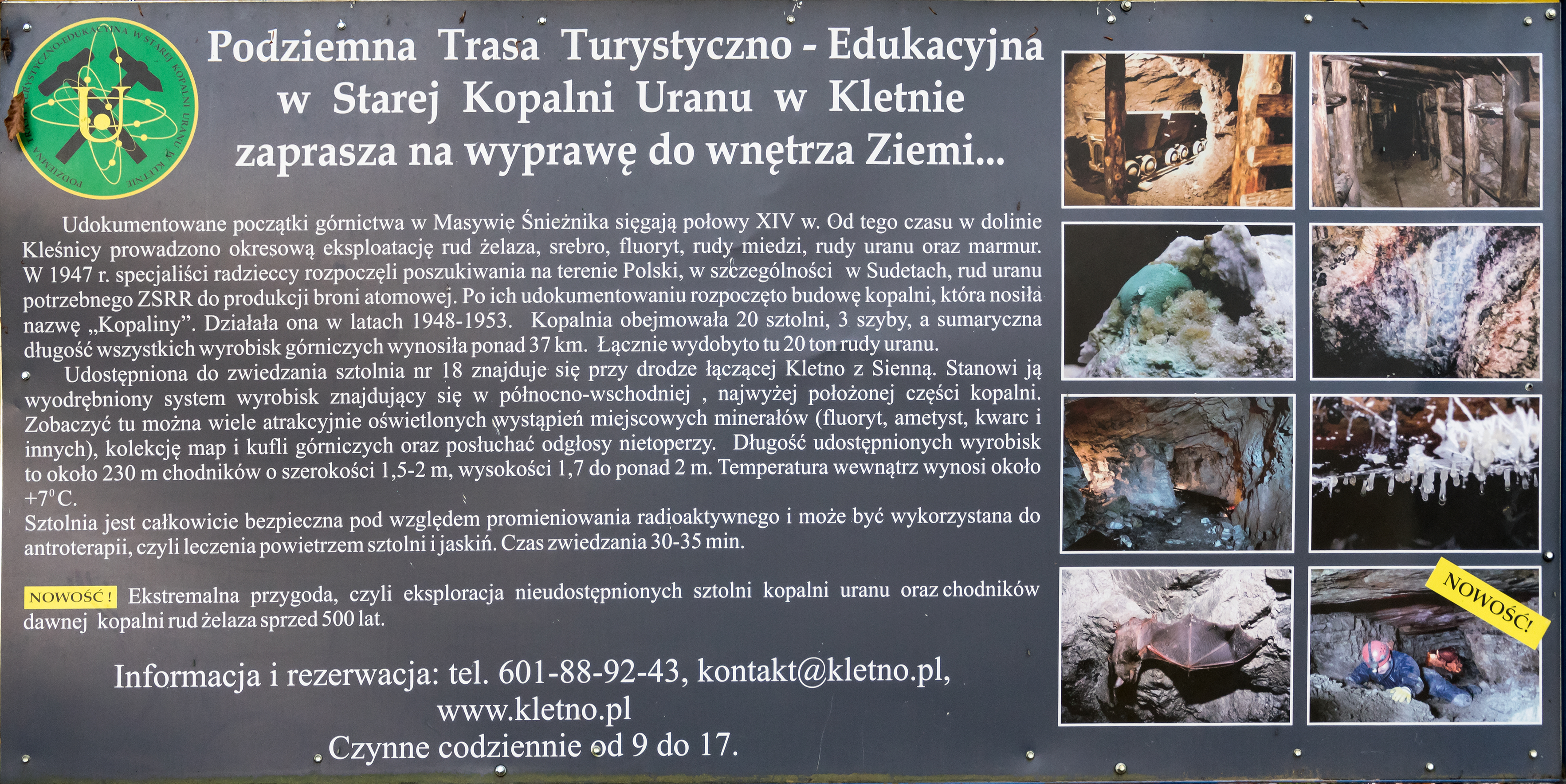
Tablica informacyjna przed wejściem

21 września 2002 oficjalnie otwarto w Kletnie podziemną trasę turystyczną w jednej ze sztolni pouranowych, tzw. Sztolni Fluorytowej.
Przygotowana trasa prowadzi niewielką częścią jednego z najwyższych poziomów kopalni, w których prowadzono w zasadzie tylko prace poszukiwawcze. Jest to tzw. sztolnia nr 18. Jej wlot znajduje się na wysokości 773 m n.p.m. po północno-wschodniej stronie zbocza Żmijowca. Nie znaleziono tu rud uranowych, za to przebito się przez warstwy, w których tkwią liczne ciekawe minerały. Przewodnicy, którzy oprowadzają po kopalni opowiadają o geologii, historii górnictwa tego rejonu oraz wyjaśniają sposób budowania podziemnych korytarzy. Przechodzi się w sumie trasę długości około 200 m.
Podziemna trasa turystyczna jest udostępniana od początków lutego do końca listopada. Zwiedzać ją można we wszystkie dni tygodnia między 9:00 a 17:00. Do środka wchodzi się z przewodnikiem grupą zwiedzających liczących od kilku do kilkunastu osób. Nie ma tu sztywnych godzin wejścia. Sztolnia jest całkowicie bezpieczna pod względem promieniowania jonizującego.

## Geologia
W złożach w okolicach Kletna minerałami pierwotnymi uranu są:
- blenda uranowa UO2-3 (nasturan), tworząca tu czarne skupiska: skorupowate, nerkowate lub kuliste. Ich przeciętna wielkość to 2–3 cm,
- czerń uranowa, tworząca matowe, czarne naloty na innych minerałach.

Z minerałów wtórnych spotykane są:
- żółty gummit,
- czerwony fourmarieryt,
- zielonkawy uranofan,
- żółty autunit,
- żółty sharpit.

Promieniotwórczość tych złóż miała wpływ na zmianę właściwości występujących tu skał. Blendzie uranowej towarzyszy różowa odmiana kalcytu, zadymiony kwarc oraz fluoryt, który początkowo bladoróżowy, w pobliżu rud uranowych staje się coraz bardziej fioletowy, aż do zupełnie czarnego.
Okolice Sztolni Fluorytowej są też dobrym miejscem, w którym można znaleźć minerały, takie jak: ametyst, kwarce krystaliczne: morion, kwarc dymny i kryształ górski, fluoryt, kalcyt, malachit, azuryt oraz marmur w kilku kolorach. Cały obszar wokół Kletna jest bardzo bogaty w różne kruszce – stwierdzono tam występowanie blisko 50 pierwiastków, które tworzą około 60 różnych minerałów.